# 春が来てぼくら
「春が来てぼくら」（はるがきてぼくら）は、UNISON SQUARE GARDENの14thシングル。2018年3月7日にトイズファクトリーより発売された。

## 概要
- 前作「fake town baby」から約4ヶ月ぶりで、アルバム『MODE MOOD MODE』リリース後、初のシングルである。2018年1作目のシングル。
- 前出のアルバム完成より以前にアニメへの楽曲提供の依頼があったもののアルバムに収録されなかった理由として『その時にはすでにどのようなアルバムにするのかほぼ決定していて、3作以上はシングル楽曲を入れたくなかった。シングルとしての7thアルバムへの収録を見送ることを条件として依頼を引き受けた』とバンドのソングライターであるBa.の田淵が語っている[2]。その後、シングルリリースから約2年半後に発売された8th Album『Patrick Vegee』で晴れてアルバム初収録となった。
- 表題曲は、テレビアニメ『3月のライオン』第2シリーズ第2クールオープニングテーマとなっている[3]。2018年3月3日にショートVer.のMVが公開された。
- ジャケット写真には初回盤、通常盤共に黒板アーティストのれなれなが描き下ろした黒板アートが使用されている。
- バンドの楽曲では初めて生のストリングスが使用されている。

## 楽曲について
ラディアルナイトチェイサー
元々は7thアルバム『MODE MOOD MODE』へ収録するつもりで制作された楽曲。当初の予定が変更となりアルバムへの収録は見送られることとなった為、8thアルバムへ収録することも考えられたが、結果的にシングルのカップリング曲として今作へ収録されることとなった。

## 収録曲
| 全作詞・作曲: 田淵智也、全編曲: UNISON SQUARE GARDEN、編曲協力：秋月須清（#1）。 |                                                                               |          |            |      |
| #                                                                                | タイトル                                                                      | 作詞     | 作曲・編曲 | 時間 |
| 1.                                                                               | 「春が来てぼくら」(テレビアニメ『3月のライオン』第2シリーズ第2クールOPテーマ) | 田淵智也 | 田淵智也   | 4:44 |
| 2.                                                                               | 「ラディアルナイトチェイサー」                                                | 田淵智也 | 田淵智也   | 3:25 |
| 3.                                                                               | 「Micro Paradiso!」                                                           | 田淵智也 | 田淵智也   | 3:42 |
| 合計時間:                                                                        | 合計時間:                                                                     | 11:51    |            |      |

| #         | タイトル                                    | 作詞  | 作曲・編曲 | 時間 |
| --------- | ------------------------------------------- | ----- | ---------- | ---- |
| 1.        | 「春が来てぼくら」(Music Video)             |       |            | 4:44 |
| 2.        | 「ラディアルナイトチェイサー」(STUDIO LIVE) |       |            | 3:25 |
| 3.        | 「Micro Paradiso!」(STUDIO LIVE)            |       |            | 3:42 |
| 合計時間: | 合計時間:                                   | 11:51 |            |      |